# Frederikshavn White Hawks
Frederikshavn White Hawks er en dansk professionel ishockeyklub fra Frederikshavn som spiller i den bedste danske række, Metal Ligaen. Den er eliteafdeling for amatørklubben Frederikshavn Ishockey Klub og administreres gennem selskabet Elite Nord Frederikshavn A/S.

## Titler og bedrifter

### Danmarksmesterskabet
- Guld (2): 1988-89, 1999-00 (som Frederikshavn IK).
- Sølv (4): 1998-99 (som Frederikshavn IK), 2007-08, 2010-11, 2012-13 (som Frederikshavn White Hawks).
- Bronze (9):1985-86, 1989-90,1997-98, 2004-05 (som Frederikshavn IK), 2013-14, 2014-15, 2015-16, 2016-17, 2018-19 (som Frederikshavn White Hawks).

### Pokalturneringen
- Guld (3): 1998-99, 2001-02 (som Frederikshavn IK), 2019-20 (som Frederikshavn White Hawks).
- Finalist (4): 2003-04, 2012-13, 2015-16, 2018-19 (som Frederikshavn White Hawks).

## Trænere
| Periode | Cheftræner          |
| ------- | ------------------- |
| 2005-06 | Tom Coolen          |
| 2006    | Jiří Justra         |
| 2006-08 | Olaf Eller          |
| 2008    | Henrik Christiansen |
| 2008-09 | Heikki Mälkiä       |
| 2009-12 | Henrik Christiansen |
| 2012-14 | Lars Ivarsson       |
| 2014    | Juha Riihijärvi     |
| 2014-16 | Peter Johansson     |
| 2016-18 | Mario Simioni       |
| 2018-22 | Jari Pasanen        |
| 2022-   | Henrik Christiansen |

## Spillere

### Pensionerede trøjenumre
| Nr. | Spiller             | Periode   | Kampe | Point | Udnævnt |
| --- | ------------------- | --------- | ----- | ----- | ------- |
| 4   | Christian Schioldan | 1996-2014 | 811   |       | 2017    |
| 11  | Mads Bech           | 2000-2016 | 740   |       | 2017    |
| 20  | Benny Pedersen      | 1983-93   | 232   |       | 2015    |
| 22  | Craig Chapman       | 1978-88   | 350   |       | 2000    |
| 23  | Mike Grey           | 1992-2012 | 813   |       | 2013    |

Fem spillere har gennem tiden opnået den ære at få pensioneret deres trøjenumre i klubben og få hængt deres trøje op under loftet i Iscenter Nord.
Den første spiller, der opnåede den ære at få sin trøje hængt op under loftet i Iscenter Nord var Craig "Chappy" Chapman, der kom til klubben i 1978 og som var klubbens første store udenlandske stjerne. Han spillede i Frederikshavn IK indtil 1988 og vendte senere tilbage som assistenttræner for førsteholdet. I 2000 blev den canadisk-fødte Chapman udnævnt til æresmedlem og fik samtidig trøje nummer 22 pensioneret. Helt usædvanligt fik hans søn, Christian Chapman, lov til at spille med sin fars trøjenummer, da han tilspillede sig en plads på førsteholdet i Frederikshavn White Hawks.
Mike Grey spillede hele sin karriere i Frederikshavn, herunder de sidste fire sæsoner som kaptajn, og har klubrekorden for flest spillede kampe, og i 2013 blev det offentliggjort, at Greys trøje med 23 ville blive hængt op ved siden af Chapmans.
I forbindelse med Frederikshavn Ishockey Klubs 50-års jubilæum fik Benny Pedersen, der gik under tilnavnet Benny "Bomstærk", da han spillede i klubben fra 1983 til 1993, pensioneret sin trøje med nr. 20.
Den 30. december 2017 blev yderlige to trøjenumre fredet, da Christian Schioldan og Mads Bechs trøjer med nr. 4 og 11 blev hejst op under loftet i Iscenter Nord. De to spillere blev hyldet for at have spillet hele deres seniorkarrierer i Frederikshavn.